# Charente (departma)
Charente (okcitansko Charanta) je departma v administrativni regiji Nova Akvitanija v jugozahodni Franciji. Ime je dobil po reki Charente, najpomembnejši in najdaljši reki v departmaju, in tudi reki, ob kateri ležita dve največji mesti v departmaju, Angoulême in Cognac. Leta 2019 je imela 352.015 prebivalcev.

## Zgodovina
Charente je eden od prvotnih 83 departmajev, ustanovljenih med francosko revolucijo 4. marca 1790. Nastal je iz nekdanje province Angoumois ter zahodnega in južnega dela Saintongea.
Pred ustanovitvijo departmaja kot enote je bil velik del komercialno uspešen zaradi tradicionalnih industrij, kot sta proizvodnja soli in konjaka. Čeprav se je reka Charente zamuljila in je bila večji del 20. stoletja neplovna, je v 18. stoletju zagotavljala pomembne povezave z obalnimi ladijskimi potmi tako za tradicionalna podjetja kot za novo razvijajoča se podjetja, kot sta papirna galanterija in taljenje železa.
Pospeševanje industrijskega in komercialnega razvoja v prvi polovici 19. stoletja je privedlo do obdobja blaginje in prebivalstvo departmaja je doseglo vrhunec leta 1851. V drugi polovici 19. stoletja je Charente, tako kot mnogi francoski podeželski departmaji, doživel upad prebivalstva, saj so gospodarske možnosti, ki so bile na voljo v mestih in francoskem čezmorskih posestih, pritegnile delovno sposobne ljudi. S prihodom trtne uši (phylloxera) leta 1872 je mnoge v vinski industriji Charentais prizadel gospodarski propad.
V 20. stoletju sta departma s svojimi tradicionalnimi industrijami negativno prizadeli dve veliki svetovni vojni, v drugi polovici stoletja pa je doživel razmeroma nizko rast. Celotno prebivalstvo je v drugi polovici 20. stoletja ostalo izjemno stabilno pri okoli 340.000, čeprav je industrijski in komercialni razvoj v somestju, ki obdaja Angoulême, v prvem desetletju 21. stoletja skupnemu prebivalstvu dodal približno 10.000.
Razmeroma umirjen tempo gospodarskega razvoja v 20. stoletju je spodbudil priseljevanje upokojencev iz tujine. Podatki popisa leta 2006 so razkrili, da se je število britanskih državljanov, ki prebivajo v departmaju, povečalo na 583, kar je departma postavilo na četrto mesto v tem pogledu za Parizom, Dordogno in Alpes-Maritimes.

## Geografija
Večinoma je del Akvitanske kotline, s severovzhodnim delom v Centralnem masivu. Skozenj teče Charente in je dala ime departmaju, skupaj z Charente-Maritime. Sestavljen je iz zgodovinske regije Angoumois in vsebuje del regij Saintonge, Limousin, Périgord in Poitou.
Departma je del sedanje regije Nova Akvitanija. Obdajajo ga departmaji Charente-Maritime, Dordogne, Haute-Vienne, Vienne in Deux-Sèvres. Najjužnejše "večje" mesto (mesto z več kot 1000 prebivalci) v Charenteju je Chalais.
Najbolj naseljena občina je Angoulême, tudi prefektura. Od leta 2019 ima 9 občin z več kot 5000 prebivalcev.
Konjak in pineau sta skupaj z maslom dva glavna kmetijska proizvoda v regiji. Še en dobro poznan tradicionalni izdelek je copat Charentaise (vrsta copat iz klobučevine in volne).

## Turizem
- Stolnica v Angoulêmu
- Champagne-Vigny
- Verteuil-sur-Charente
- Samostan La Couronne
- Plassac-Rouffiac
- Aubeterre-sur-Dronne
- Château de la Faye